# Lijst van realtimestrategy-computerspellen
Deze lijst geeft een alfabetisch overzicht van realtimestrategy-computerspellen en -uitbreidingspakketten.

## Opmerkingen
- Lidwoorden (a, an, the) zijn bij het alfabetiseren buiten beschouwing gelaten. Daarnaast zijn voornamen en toevoegsels als mister en doctor niet meegenomen bij de indeling.
- Doordat sommige spellen een mengeling zijn van meerdere genres, zijn deze soms moeilijk te classificeren, waardoor het kan voorkomen dat een spel in deze lijst kenmerken bevat van zowel het genre real-time strategy (RTS) als een of meer andere genres. Het criterium voor vermelding in deze lijst is dat het spel voornamelijk een RTS-spel is, met eventueel elementen van andere genres, maar deze dienen in gelijke of mindere mate aanwezig te zijn.

## 0-9
- 1944: Battle of the Bulge
- 8th Wonder of the World

## A
- Act of War: Direct Action
- Act of War: High Treason
- Age of Empires
- Age of Empires: The Rise of Rome
- Age of Empires II: The Age of Kings
- Age of Empires II: The Conquerors
- Age of Empires II: The Forgotten
- Age of Empires II: The African Kingdoms
- Age of Empires II: Rise of the Rajas
- Age of Empires II: Definitive Edition - Lords of the West
- Age of Empires III
- Age of Empires III: The War Chiefs
- Age of Empires III: The Asian Dynasties
- Age of Mythology
- Age of Mythology: The Titans
- Age of Mythology: Tale of the Dragon
- The Ancient Art of War
- The Ancient Art of War at Sea
- The Ancient Art of War in the Skies
- Ancient Wars: Sparta
- Anno 1404
- Anno 1503
- Anno 1602
- Anno 1701
- Anno 2070
- Armies of Exigo
- Artifact
- Army Men: RTS
- Axis & Allies

## B
- Battle Realms
- Battlestations: Midway
- Battlezone
- Battlezone 2: Combat Commander
- Black & White
- Black & White 2
- Black & White 2: Battle of the Gods
- Blitzkrieg
- Blitzkrieg 2
- Blitzkrieg 2: Fall of the Reich

## C
- Castle Strike
- Codename Panzers: Cold War
- Command & Conquer: Generals
- Command & Conquer: Generals - Zero Hour
- Command & Conquer: Red Alert
- Command & Conquer: Red Alert - The Aftermath
- Command & Conquer: Red Alert - Counterstrike
- Command & Conquer: Red Alert 2
- Command & Conquer: Red Alert 2 - Yuri's Revenge
- Command & Conquer: Red Alert 3
- Command & Conquer: Red Alert 3- Uprising
- Command & Conquer: Sole Survivor
- Command & Conquer: Tiberian Dawn
- Command & Conquer: Tiberian Sun
- Command & Conquer: Tiberian Sun - Firestorm
- Command & Conquer: The Covert Operations
- Command & Conquer 3: Kane's Wrath
- Command & Conquer 3: Tiberium Wars
- Command & Conquer 4: Tiberian Twilight
- Commandos: Behind Enemy Lines
- Commandos: Beyond the Call of Duty
- Commandos 2: Men of Courage
- Commandos 3: Destination Berlin
- Company of Heroes
- Conquest: Frontier Wars
- Cossacks: Art of War
- Cossacks: Back to War
- Cossacks: European Wars
- Cossacks II: Battle for Europe
- Cossacks II: Napoleonic Wars
- Chaos League
- Children of the Nile

## D
- Darkspore
- Dark Colony
- Dark Reign: The Future of War
- Dark Reign: Rise of the Shadowhand
- Dark Reign 2
- Darwinia
- The Day After: Fight for Promised land
- DEFCON: Everybody Dies
- Desperados 2: Cooper's Revenge
- Dominion: Storm Over Gift 3
- Dragonshard
- Dune 2
- Dune 2000
- Dungeon Keeper
- Dungeon Keeper 2

## E
- Earth 2140
- Earth 2150
- Earth 2150: The Moon Project
- Earth 2160
- Emergency
- Emperor: Battle for Dune
- Empire Earth
- Empire Earth: The Art of Conquest
- Empire Earth II
- Empire Earth II: The Art of Supremacy
- Empire Earth III
- Empires Apart
- Empires: Dawn of the Modern World
- Empire: Total War
- End of Nations
- Enemy Nations
- Evil Genius

## F
- Fate of Hellas
- Three Kingdoms: Fate of the Dragon
- Fleet Command
- Full Spectrum Warrior
- Full Spectrum Warrior: Ten Hammers

## G
- Ghost Master
- Gladiators of Rome
- Glest
- Globulation 2
- Grey Goo
- Ground Control
- Ground Control: Dark Conspiracy
- Ground Control 2
- Gruntz

## H
- Haegemonia: Legions of Iron
- Halo Wars
- Hegemony
- Herzog Zwei
- Homeworld
- Homeworld: Cataclysm
- Homeworld 2

## I
- Imperial Glory
- Impossible Creatures

## J
- Joint Task Force

## K
- Knights and Merchants: The Shattered Kingdom
- Knights and Merchants: The Peasants Rebellion
- Knights of Honor
- Knightshift
- Kohan: Ahriman's Gift
- Kohan: Immortal Sovereigns
- Kohan II: Kings of War
- Krush, Kill 'n' Destroy

## L
- Left Behind: Eternal Forces
- The Lord of the Rings: The Battle for Middle-earth
- The Lord of the Rings: The Battle for Middle-earth II
- The Lord of the Rings: The Battle for Middle-earth II: The Rise of the Witch-king
- The Lord of the Rings: War of the Ring
- Lords of EverQuest
- Lords of the Realm 3

## M
- MAX
- MAX II
- Maelstrom game
- Magic: The Gathering - Battlegrounds
- Medieval Conquest
- Medieval: Total War
- Medieval: Total War - Viking Invasion
- Medieval II: Total War
- Medieval II: Total War - Kingdoms
- Mega Lo Mania
- Men of War
- Metal Fatigue
- MoleZ
- MoonBase Commander
- Myth: The Fallen Lords
- Myth 2: Soulblighter
- Myth 3: The Wolf Age

## N
- Napoleon Total War
- Nemesis of the Roman Empire
- NetStorm
- Nexus: The Jupiter Incident
- No Man's Land: Fight for your Rights!

## O
- Outlive
- Outpost 2

## P
- ParaWorld
- Pikmin
- Planetary Annihilation
- Possession
- Powermonger
- Praetorians
- Persian Wars

## R
- Rise of Nations
- Rise of Nations: Rise of Legends
- Rise of Nations: Thrones and Patriots
- Rising Lands
- Rome: Total War
- Rome: Total War: Alexander
- Rome: Total War: Barbarian Invasion

## S
- Sacrifice
- Savage: The Battle for Newerth
- Seven Kingdoms
- Seven Kingdoms 2
- The Settlers
- The Settlers II
- The Settlers III
- The Settlers: Heritage of Kings
- The Settlers: Rise of an Empire
- The Settlers: Paths to a Kingdom
- The Settlers: The Eastern Realm (Expansion)
- Shogun: Total War
- Shogun: Total War: Mongol Invasion
- Sins of a Solar Empire
- SpellForce
- Spore
- Star Trek: Armada
- Star Trek: Armada II
- Star Trek: Deep Space Nine - Dominion Wars
- Star Trek: Legacy
- Star Wars: Empire at War
- Star Wars: Empire at War - Forces of Corruption
- Star Wars: Galactic Battlegrounds
- StarCraft
- StarCraft: Brood War
- StarCraft II: Wings of Liberty
- Stonkers
- Stratagus
- Stronghold
- Supreme Commander
- Supreme Commander: Forged Alliance
- Supreme Commander 2
- Spring
- Swat 2

## T
- Total Annihilation
- Total Annihilation: Kingdoms
- Total Annihilation: The Core Contingency

## U
- Universe at War: Earth Assault

## V
- Victoria: An Empire Under the Sun

## W
- Jeff Wayne's The War of the Worlds
- Warcraft: Orcs & Humans
- Warcraft II: Beyond the Dark Portal
- Warcraft II: Tides of Darkness
- Warcraft III: Reign of Chaos
- Warcraft III: The Frozen Throne
- Warhammer 40,000: Dawn of War
- Warhammer 40,000: Dawn of War - Winter Assault
- Warhammer 40,000: Dawn of War - Dark Crusade
- Warzone 2100
- War of the ring
- WorldShift
- World in Conflict

## X Y Z
- XIII Century: Death or Glory
- Z